# Caspar Zili

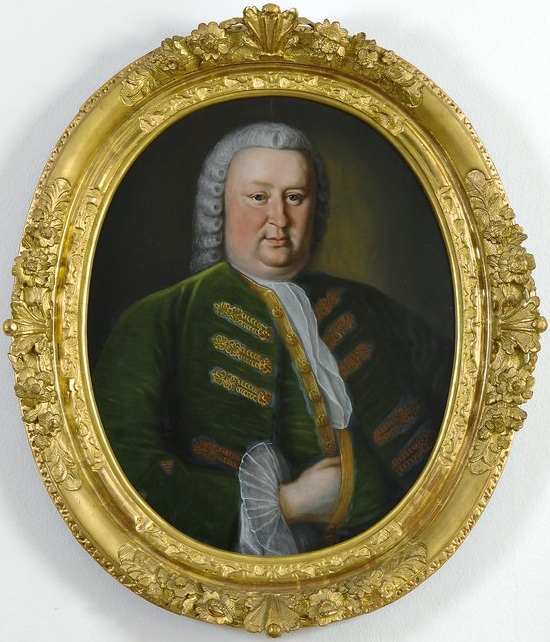
Caspar Zigli

Caspar Zili, auch Caspar Zyli (* 8. November 1717 in St. Gallen; † 15. August 1758 ebenda), war ein Schweizer Kaufmann und Begründer der ältesten schweizerischen Bank.

## Leben

### Familie
Caspar Zili entstammte alten Notensteiner Kaufmannsfamilie Zili und war der Sohn des Tuchhändlers und Spediteurs Hans Anton Zili (* 12. August 1677 in St. Gallen; † 15. Dezember 1744 ebenda) und dessen Ehefrau Maria Magdalena (* 25. Oktober 1686 in Arbon; † 4. August 1752 in St. Gallen), Tochter von Hans Melchior Meyer (1658–1740); er hatte noch fünfzehn Geschwister.
Er war seit dem 17. März 1744 mit Susanna (* 1. November 1719 in Zürich; † 6. September 1799 ebenda), Tochter von Hans Caspar von Orelli (1685–1761), Grossrat der Zürcher Zunft zur Saffran, verheiratet; gemeinsam hatten sie neun Kinder. Mit seiner Familie wohnte er auf seinem Landsitz in Tübach.
Nach seinem Tod war es der Verdienst seiner Ehefrau und ihrem zweiten Ehemann Christoph Schobinger, dass das Familienunternehmen für den Sohn Hans Anton Zili gerettet werden konnte, der es weiterführte und ausbaute.
Sein Sohn Hans Anton Zili (* 24. März 1747 in St. Gallen; † 10. Februar 1811 ebenda) war mit Rosina (* 20. Oktober 1751 in St. Gallen; † 14. Juni 1821 ebenda), Tochter von Julius Hieronymus Zollikofer, Bürgermeister von St. Gallen, verheiratet.
Sein Enkel war der Kaufmann und Bankier Georg Leonhard Zili.

### Werdegang
Caspar Zili erhielt eine Lehre als Kaufmann in der Seidenstoff-Fabrikationsfirma Felix Orell zum Spiegel seines späteren Schwiegervaters in Zürich.
Er wurde 1741 Teilhaber und 1744 Nachfolger im väterlichen Speditionsgeschäft, das er erfolgreich ausbaute, mit dem Teilhaberschaftsvertrag von 1741 entstand die Firma Caspar Zyli - Leinentuchhandel und Speditionshandlung, die auch Geldgeschäfte tätigte. Das Unternehmen beschäftigte sich im Zusammenhang mit ihren Warentransporten bis zu weit entfernten europäischen Orten mit dem internationalen Zahlungs- und Wechselverkehr und stellte aus dem Vermögen der Speditionsunternehmung Darlehen und Kontokorrentkonten zur Verfügung.
1799 erwarb das Unternehmen als Stammsitz das ehemalige Versammlungshaus der Gesellschaft zum Notenstein und die Firma wurde in der ersten Hälfte des 19. Jahrhunderts zur reinen Bank umgewandelt und ab 1893 unter dem Namen Wegelin & Co. fortgeführt. Als älteste Schweizer Privatbank musste sie 2013 ihren Bankbetrieb endgültig einstellen, nachdem sie im Rahmen eines Steuerstreits zwischen den USA und den Schweizer Banken in das Visier der US-Justiz geraten war.